# 35Н6
35Н6 (Каста) — российская мобильная двухкоординатная радиолокационная станция дециметрового диапазона кругового обзора дежурного режима. Предназначена для контроля воздушного пространства, определения координат и опознавания воздушных целей, в том числе на предельно малых высотах, их трассовых характеристик и выдачи их координат и параметров движения на системы управления ПВО (РТВ, ЗРВ, ИА), ВВС и войскового ПВО. Может также использоваться как РЛС управления воздушным движением и контроля воздушного пространства в аэродромных зонах. Является дальнейшей глубокой модернизацией РЛС П-19.

## Состав
В состав РЛС 35Н6 входит три транспортные единицы:
машина № 1 - аппаратная машина;
машина № 2 - антенная система и первичные источники питания;
резервная электростанция ЭСД-30-Т/230-Ч/400А1РП, размещенная на одноосном прицепе.
Машина № 1 представляет собой кузов-фургон К1.4320Д на шасси автомобиля КАМАЗ-4310 (ТУ13-87-80), предназначенный для размещения аппаратуры и вспомогательного оборудования РЛС. Габаритные размеры машины № 1 18045´2900´3355 мм, масса – 12500 кг.
Машина № 2 представляет собой устройство с открытой платформой, смонтированной на шасси автомобиля КАМАЗ-4310. На платформе установлены первичные источники питания – АД-30 и преобразователь ПСЧ-30К, а также антенно-фидерная система с опорно-поворотным устройством.

## Основные характеристики РЛС 35Н6
- Дальность обнаружения цели типа истребителя МИГ-23 при работе на штатную антенну в зависимости от высоты полёта цели составляет:
на высоте 100 м — не менее 44 км;
на высоте 200 м — не менее 61 км;
на высоте 300 м — не менее 68 км;
на высоте 1000 м — не менее 115 км.
- Потолок беспровальной проводки целей типа истребитель МИГ-21 составляет 3000 м при синфазном питании зеркал АФС и 6000 м при противофазном питании.
- РЛС имеет следующие точностные параметры:
СКО измерения дальности — ±300 м;
СКО измерения азимута — ±1°.
- Разрешающая способность РЛС составляет:
по дальности — 500 м и 800 м, соответственно на масштабе индикатора 75 км и 150 км;
по азимуту — 60°.
- Информационная способность РЛС характеризуется:
ручным способом оператор может вводить информацию по 8 — 10 целям с дискретностью в 1 мин;
в автоматизированном режиме расчёт может выдавать информацию по 16 — 20 целям с той же дискретностью.